# Татомир
Татомир (на македонска литературна норма: Татомир) е село в североизточната част на Северна Македония, община Кратово.

## География
Селото e разположено на 25 километра югозападно от общинския център Кратово, високо в планината Манговица след село Сакулица.

## История
В XIX век Татомир е малко, изцяло българско село в Кратовска кааза на Османската империя. Според статистиката на Васил Кънчов („Македония. Етнография и статистика“) от 1900 г. Татомир има 170 жители, всички българи християни.
Според патриаршеския митрополит Фирмилиан в 1902 година в селото има 30 сръбски патриаршистки къщи. Според Христо Силянов след Илинденското въстание в 1904 година цялото село минава под върховенството на Българската екзархия, но по данни на секретаря на Българската екзархия Димитър Мишев („La Macédoine et sa Population Chrétienne“) през 1905 година в Татомир (Tatomir) има 160 българи патриаршисти сърбомани.
При избухването на Балканската война в 1912 година 4 души от Татомир са доброволци в Македоно-одринското опълчение.

## Личности
Родени в Татомир
- Милош (1881 – 1905), български революционер от ВМОРО, четник на Петър Апостолов[6]